# Thrymr (maan)
Thrymr is een natuurlijke satelliet van Saturnus die in 2000 is ontdekt door B. Gladman et al. tegelijk met de ontdekking van zeven andere manen.  De maan is ongeveer 3,5 kilometer in doorsnede en draait in een retrograde baan om Saturnus met een baanstraal van 20.418.000 km in bijna 3 jaar.

## De naam
De maan is vernoemd naar de koning van de rijm- of ijsreuzen Þrymr, uit de Noorse mythologie. In eerste instantie kreeg de maan de naam Thrym van de International Astronomical Union.  Dit werd later gecorrigeerd naar nominatief Thrymr door de IAU. Andere namen voor deze maan zijn S/2000 S7 en Saturnus XXX.